# ارمنی‌بلاغی
ارمنی بلاغی، روستایی از توابع بخش سیمینه شهرستان بوکان در استان آذربایجان غربی ایران است. نام جدید این روستا کانی گل است.
در طی سه دهه اخیر تعداد زیادی از مردم روستا به شهر بوکان مهاجرت کرده‌اند

## جمعیت
این روستا در دهستان آختاچی محالی قرار داشته و براساس سرشماری سال ۱۳۸۵جمعیت آن ۳۲۱ نفر (۶۰)خانوار بوده‌است.

## موقعیت
این روستا در شمال بوکان و جنوب میاندوآب و در غرب شاهین دژ واقع شده‌است و بیشتر مردم آن به کشاورزی اشتغال دارند.